# إد بيرن (ممثل)
إد بيرن (بالإنجليزية: Ed Byrne) هو ممثل أيرلندي، ولد في 16 أبريل 1972 في Swords, County Dublin ‏ في جمهورية أيرلندا.

## وصلات خارجية
- الموقع الرسمي
- إد بيرن على موقع IMDb (الإنجليزية)
- إد بيرن على موقع ميوزك برينز (الإنجليزية)
- إد بيرن على موقع أول موفي (الإنجليزية)
- إد بيرن على موقع قاعدة بيانات الفيلم (الإنجليزية)